# Procter & Gamble
A Procter & Gamble Co.  (rövidítve: P&G) egy amerikai fogyasztási cikkeket gyártó multinacionális vállalat, amelynek központja Ohio államban, Cincinnatiben található. A vállalatot 1837-ben alapította a brit származású amerikai William Procter és az ír-amerikai James Gamble. A P&G elsődleges termékei széles körben ismertek a tisztítószerek és a testápolási, illetve higiéniai termékek kategóriáiban. Mielőtt a Pringles márkát eladta a Kellogg Companynak, a termékköre élelmiszerekre, snackekre és üdítőitalokra is kiterjedt.
2014-ben a P&G összesen 83,1 milliárd $ értékű eladást regisztrált. 2014. augusztus 1-jén a Procter & Gamble bejelentette termékportfóliójának észszerűsítését. Ez közel 100 márkájának eladását vagy megszüntetését jelentette. A vállalat így megmaradó 65 márkájára fókuszál, amely bevételének 95%-át termelte ki korábban. A.G. Lafley, aki 2015. október 31-ig dolgozott a P&G elnök-vezérigazgatójaként, a vállalat jövőjével kapcsolatban azt mondta, hogy "az sokkal egyszerűbb, sokkal kevésbé összetett lesz vezető márkák számára, így érve el a könnyebb irányítást és működtetést."
A Procter & Gamble jelenlegi elnök-vezérigazgatója David S. Taylor.

## Története
Az 1837-ben alapított The Procter & Gamble Company egy kis, szappan- és gyertyakészítő családi vállalkozásként indult az Egyesült Államokban, az Ohio állambeli Cincinnati-ben. Ma a P&G több mint 300 márkát forgalmaz 160 országban, közel 5 milliárd fogyasztónak.
William Procter, az Angliából emigrált gyertyaöntő és az ír származású James Gamble szappanfőző talán sosem találkozott volna, ha nem a testvérpárt, Olivia és Elizabeth Norrist veszik feleségül. Az édesapa meggyőzte újdonsült vejeit, hogy fogjanak közös üzleti vállalkozásba: így született – Alexander Norris közbenjárásával – 1837-ben egy új vállalkozás: a Procter & Gamble.
1887-ben a munkásosztály helyi és országos szintű zavargásainak enyhítésére a P&G egy úttörőnek számító, profitmegosztáson alapuló programot indított a gyári munkásoknak. Ezt az önkéntes programot, amelynek során a munkásoknak részvényeket adtak, William Cooper Procter, az alapító unokája gondolta ki. A célja az volt, hogy motiválja és elismerje dolgozóit - ők is létfontosságú szerepet játszanak a vállalat sikerében.
1890-re a P&G már több mint 30 különféle szappant gyártott. Az újfajta reklámozás, többek között az országos magazinokban megjelenő egész oldalas, színes reklámok eredményeképpen folyamatosan nőtt a P&G szappanok iránti igény. A rohamosan növekvő keresletnek köszönhetően a vállalat terjeszkedni kezdett és túllépte Cincinnati városának határait. Létrehozott egy laboratóriumot Ivorydale-ben, hogy szakszerűbben tanulmányozhassa és fejleszthesse a szappanok gyártási folyamatát. Az Ivorydale-beli laboratórium egyike volt az amerikai ipar legelső kutatólaboratóriumainak.
1924-et írunk, amikor a Procter & Gamble elsőként végez adatokon alapuló, direkt piackutatást fogyasztói körében. Ez az előrelátó, előre gondolkodó megközelítés tette lehetővé a vállalat számára, hogy megértse a fogyasztói igényeket és kielégíthesse azokat termékeivel, amelyek megkönnyítik az emberek hétköznapjait.
1939-ben csupán öt hónappal a televízió amerikai megjelenése után, a P&G már TV reklámban hirdette Ivory szappanját, az első televíziós baseballmeccs-közvetítés alatt.
1941: A P&G az első vállalatok egyike, amely hivatalos formában reagált a fogyasztói visszajelzésekre: létrehozta a vásárlókkal történő kapcsolattartásra szakosodott ’fogyasztói kapcsolatok’ osztályát. 1973-ban bevezetésre került a díjmentesen hívható ügyfélszolgálati telefonszám; majd a 80-as évektől az e-mailnek köszönhetően még közelebb került vásárlóihoz, akik a vállalat tevékenységének középpontjában állnak.
1945-re a Procter & Gamble közel 350 millió dolláros üzletté nőtte ki magát, termékei az Egyesült Államokban és Kanadában is nagy népszerűségnek örvendtek. A vállalat megtette az első lépéseket a tengerentúli kereskedelem felé, felvásárolta az Angliában működő Thomas Hedley & Co. Ltd-t. Az 1950-es években a vállalat egyre erőteljesebben koncentrált a nemzetközi terjeszkedésre: elsőként Mexikóban, majd Japánban és Európában is forgalmazni kezdte termékeit.
1991-ben a P&G megnyitotta első irodáit Közép-Kelet-Európában; Magyarországon, a korábbi Csehszlovákiában, Lengyelországban valamint Oroszországban.
2000-ben a vállalat közép-európai régiós központja Budapest lett, amely a Cseh Köztársaságban, Horvátországban, Magyarországon, Szlovákiában és Szlovéniában működő irodákat koordinálja. A régióban továbbá két gyárat is üzemeltet: a csömöri Hyginett Kft-t., mely kiváló minőségű női higiénés termékeket gyárt; valamint a csehországi Rakonában található gyárat, amely mosó- és tisztítószereket, valamint szépségápolási termékeket állít elő. "
2011-ben megalakul a Procter & Gamble Central Europe régió mely kilenc országot ölel fel, köztük Magyarországot. Az új szervezet tagországai még: Horvátország, Csehország, Észtország, Litvánia, Lettország, Lengyelország, Szlovákia és Szlovénia.
Fő márkái, melyek 1 milliárd dollár feletti bevétellel rendelkeznek:
- Always
- Ariel
- Braun
- Duracell
- Fusion
- Gillette
- Head & Shoulders
- Old Spice
- Oral-B
- Pampers
- Pantene
- Prilosec
- Tide
- Wella